# Kahi loa
Kahi loa, masaż hawajski, może być przeprowadzany w ubraniu lub bez. Od lomi lomi nui różni się wykorzystaniem po kolei siedmiu żywiołów, najpierw z tylnej strony ciała, później z przedniej. Masaż ten poprzedza ceremonia otwarcia, a kończy ceremonia zamknięcia. W czasie masażu masażysta i pacjent porozumiewają się i komentują zabieg. Ogromne znaczenie w czasie masażu ma wizualizacja poszczególnych żywiołów:
- ognia,
- wody,
- wiatru,
- kamienia,
- rośliny,
- zwierzęcia,
- człowieka.